# Txadàievka (Rtísxevo)
|  | Per a altres significats, vegeu «Txadàievka». |

Txadàievka (en rus: Чадаевка) és un poble de l'óblast de Saràtov, a Rússia, segons el cens del 2010 tenia 74 habitants. Pertany al districte municipal de Rtísxevo.